# Ruta Estatal de California 94
La Ruta Estatal 94 en el estado de California es la Autovía Martin Luther King Jr. de la Interestatal 5 en el centro de San Diego al final del extremo norte de la Ruta 125 en Spring Valley; luego se convierte en Campo Road hacia la Interestatal 8 en Manzanita.
Esta ruta es parte del Sistema de Autovías y Vías Expresas de California y es eligible para el Sistema Estatal de Carreteras Escénicas.

## Lista de salidas e intersecciones principales
Nota: a excepción donde los prefijos son con letras, los postes de mileajes fueron medidos en 1964, basados en la alineación y extendimiento de esa fecha, y no necesariamente reflejan el actual mileaje.
Toda la ruta se encuentra dentro del condado de San Diego.
| Ubicación     | Mileaje                    | #                       | Destinos                                     | Notas |
| ------------- | -------------------------- | ----------------------- | -------------------------------------------- | --- |
| San Diego     | 1.42                       |                         | I 5 sur – Parque Balboa, Centro de San Diego | Salida oeste y entrada este                                                                                  |
| San Diego     | 1.42                       | 1A                      | I 5 norte (San Diego Freeway) – Los Ángeles  | Salida oeste y entrada este                                                                                  |
| San Diego     | 1.85                       | 1B                      | 25th Street                                  | Salida oeste y entrada este                                                                                  |
| San Diego     | 2.21                       | 1C                      | 28th Street                                  | Señalizada como la Salida 1 este                                                                             |
| San Diego     | 2.68                       | 1D                      | 30th Street                                  | Sin salida este                                                                                              |
| San Diego     | 3.17                       | 2                       | SR 15 (Escondido Freeway)                    | Señalizada como las Salidas 2A (sur) y 2C (norte) este; la Salida oeste de la SR 15 norte es vía la Salida 3 |
| San Diego     | 3.63                       | 2B                      | Home Avenue                                  | Salida este y entrada oeste                                                                                  |
| San Diego     | 4.09                       | 3                       | I 805 (Jacob Dekema Freeway)                 | La Salida este hacia I-805 norte es vía la Salida 2C                                                         |
| San Diego     | 4.63                       |                         | 47th Street                                  | Entrada solamente en la rampa                                                                                |
| San Diego     | 5.14                       | 4A                      | Euclid Avenue                                | Señalizada como la Salida 4 oeste                                                                            |
| San Diego     | 5.79                       | 4B                      | Kelton Road                                  | Señalizada como la Salida 5 oeste                                                                            |
| San Diego     | 6.16                       | 5                       | Federal Boulevard                            | La salida oeste es vía el Giro en U de la Salida 5                                                           |
| San Diego     | 7.29                       | 6A                      | College Grove Way                            | Entrada y salida oeste                                                                                       |
| Lemon Grove   | 7.76                       | 6B                      | College Avenue, Broadway                     | Señalizada como salida 6 este; sin entrada este                                                              |
| Lemon Grove   | 8.27                       | 7                       | Massachusetts Avenue                         | |
| Lemon Grove   | 8.93                       | 8                       | Lemon Grove Avenue                           | |
| Lemon Grove   | T10.11                     | 9                       | SR 125                                       | Señalizada como salida 9A (sur) y 9B (norte)                                                                 |
| La Mesa       | T10.11                     | 9                       | SR 125                                       | Señalizada como salida 9A (sur) y 9B (norte)                                                                 |
| R10.88        | 9C                         | Spring Street – La Mesa |                                              | |
| Spring Valley | R11.08                     | 10A                     | Bancroft Drive -- Casa de Oro                | |
| Spring Valley | R11.80                     | 10B                     | Kenwood Drive – Casa de Oro                  | |
| Spring Valley | R12.75                     | 11                      | Sweetwater Springs Boulevard – Casa de Oro   | |
| Spring Valley | R13.33                     | 12                      | Avocado Boulevard, Calavo Drive              | |
| Spring Valley | Extremo este de la autovía |                         |                                              | |
|               | 14.33                      |                         | San Diego S17 (Jamacha Boulevard)            | |
|               | 14.86                      |                         | SR 54 este                                   | |
|               | 38.97                      |                         | SR 188 sur – Tecate                          | |
|               | 52.15                      |                         | San Diego S1 (Buckman Springs Road)          | |
|               | 64.23                      |                         | Old Highway 80                               | Ex US 80 oeste                                                                                               |
|               | 64.82                      |                         | Old Highway 80, Jewel Valley Road            | Ex U.S 80 este                                                                                               |
|               | 65.38                      |                         | I 8                                          | Nudo carretero                                                                                               |